# Characidae
Characidae (carácidos) es una familia de peces de agua dulce subtropical y tropicales, del orden de los Characiformes. La taxonomía correspondiente a esta familia ha cambiado mucho. Han permanecido siempre en Characidae los tetras: comprende los géneros muy similares Hemigrammus y Hyphessobrycon, así como los Astyanax mexicanus y Paracheirodon innesi. Parte de las pirañas pertenecen a esta familia. Algunos peces de esta familia son importantes como alimento, además incluye algunas especies muy populares en acuariofilia.

## Distribución y hábitat
Son originarios de América desde el sudoeste de Texas y México a Centro y Sudamérica. Habitan en gran variedad de hábitats, la mayor parte en ríos. Astyanax mexicanus habita en cavernas.

## Características físicas
Varían en longitud, desde menos de 3 cm Y la más pequeña de las especies llega a un máximo de 130 mm de longitud.

## Taxonomía
Desde que fue propuesta, esta familia ha sufrido muchas modificaciones taxonómicas. Recientes revisiones han movido a muchos de los integrantes a familias relacionadas pero distintas - el género Nannostomus es un típico ejemplo, habiéndose movido a Lebiasinidae; y los predadores Hoplias y Hoplerythrinus han sido llevados a Erythrinidae; y el género Hydrolycus a Cynodontidae. La subfamilia Alestiinae fue promovida al nivel de familia (Alestiidae) y las subfamilias Crenuchinae y Characidiinae a la familia Crenuchidae. Otras familias formalmente reclasificadas como miembros de las Characidae, pero que fueron movidas a su propio grupo taxonómico, como familias separadas en la revisión post-1994, son Acestrorhynchidae, Anostomidae, Chilodontidae, Citharinidae, Ctenoluciidae, Curimatidae, Distichodontidae, Gasteropelecidae, Hemiodontidae, Hepsetidae, Parodontidae y Prochilodontidae.
Las más grandes pirañas, originalmene clasificada dentro de Characidae, tras varias revisiones han sido colocadas en su propia familia, Serrasalmidae. Esta reasignación tuvo universal aceptación. Dado el actual estado de flujo de las Characidae, algunos otros cambios tendrán lugar, sin duda. En verdad, la filogenia entera de los Ostariophysi (peces con aparato weberiano) está tomando cuerpo de retirar o colocar varias especies de Characidae.
Un gran número de taxones en esta familia son incertae sedis. Las relaciones de muchos peces en esta familia están pobremente conocidas. A comprehensive phylogenetic study for the entire family is needed. Los géneros Hyphessobrycon, Astyanax, Hemigrammus, Moenkhausia, Bryconamericus incluyen el más grande número de especies corrientemente reconocidas de characidos que están necesitados de revisión. Astyanax es el género más grande en la familia. Estos géneros fueron originalmente propuestos entre 1854 y 1908 y fueron más o menos definidos por Carl H. Eigenmann en 1917, habiendo diversas especies agregadas a cada género desde ese tiempo. La diversidad anatómica dentro de cada género, está diciendo que cada uno de esos grupos genéricos al presente tiempo, siguen no bien definidos, y el alto número de especies involucradas es la mayor razón de la falta de análisis filogenético

## Géneros y especies
- Acanthocharax
  - Acanthocharax microlepis
- Acestrocephalus
  - Acestrocephalus acutus
  - Acestrocephalus anomalus
  - Acestrocephalus boehlkei
  - Acestrocephalus maculosus
  - Acestrocephalus nigrifasciatus
  - Acestrocephalus pallidus
  - Acestrocephalus sardina
  - Acestrocephalus stigmatus
- Acinocheirodon
  - Acinocheirodon melanogramma
- Acnodon
  - Acnodon normani
  - Acnodon oligacanthus
  - Acnodon senai
- Acrobrycon
  - Acrobrycon ipanquianus
  - Acrobrycon tarijae
- Agoniates
  - Agoniates anchovia
  - Agoniates halecinus
- Amazonspinther
  - Amazonspinther dalmata